# Chiloxanthus stellatus
Chiloxanthus stellatus är en insektsart som först beskrevs av Curtis 1835.  Chiloxanthus stellatus ingår i släktet Chiloxanthus och familjen strandskinnbaggar. Arten är reproducerande i Sverige. Inga underarter finns listade i Catalogue of Life.